# プット・ユア・ハーツ・アップ
「プット・ユア・ハーツ・アップ」（英: Put Your Hearts Up）は、アメリカ合衆国の歌手であるアリアナ・グランデの楽曲。2011年12月12日にユニバーサル・リパブリック・レコードからデビュー・シングルとして発売された。曲中では、4ノン・ブロンズが1992年に発表した「ホワッツ・アップ」をサンプリングして使用している。

## 制作背景および曲の構成
2011年8月11日にユニバーサル・リパブリック・レコードと契約したことを発表し、シットコム『ビクトリアス』の撮影に臨む一方で、グランデはデビュー・アルバムの制作を開始した。9月10日、『第63回プライムタイム・クリエイティブ・アーツ・エミー賞』の式典で取材を受けたグランデはアルバム用に20曲用意し、そこから13曲に絞り込んだことを明かした。
曲はセルフエンパワーメントを題材としたバブルガム・ポップ調の楽曲で、「ほんの少しの親切心で世界をより良い場所にすることができる」という思いが込められている。キーはAメジャーでテンポは80BPM、ボーカルの声域はA3からC♯5。

## 発売
シングル発売前、グランデは公式Twitterでシングルのアートワークの候補となる4枚の写真を投稿し、ファンに投票を呼びかけた。その数時間後最も票が集まった画像がアートワークとして使用されることとなった。「プット・ユア・ハーツ・アップ」は、2011年12月12日にデビュー・シングルとして発売された。発売当時は後に発売されるアルバムからの先行シングルと報じられていたが、後に発売された1枚目のスタジオ・アルバム『ユアーズ・トゥルーリー』には収録されなかった。ニールセン・サウンドスキャンによれば、2013年8月時点で本作は17万ダウンロードの売上を記録している。

## 発売後
2012年のオンラインマガジン『Coup de Main』の取材で、グランデは「素晴らしいメッセージを持ったこの曲でファンのみんなが幸せになってくれて私はとても幸せだし、この曲がデビュー・シングルであることを嬉しく思う」と語った。しかし、2013年に入ると本作に対して否定的になり、『キッド・クラディック・イン・ザ・モーニング』では「それは確かに人生経験になったけど、音的には私の好みじゃなかった。他の誰かにとっては素晴らしいヒット曲かもしれないけれど、この歌を歌うのは好きじゃなかった。この曲は確実に子供向けのポップ・レコードだし、私はもっとソウルフルな歌を歌うのが好きなの。私はポップ・ミュージックが好きで、ポップ・ミュージックの大ファンだけど、この曲は私に合っているとは思えなかった」、アメリカのファッション雑誌『Seventeen』（2013年8月号）では「私の曲ではない子供向けのポップソングだけど、それが私のファンが求めているものだと思っていた」と語っている。
2014年に受けたポップカルチャー情報誌『ローリング・ストーン』では、本作を「人生で最悪な瞬間」と称し、ミュージック・ビデオの撮影に際して質の悪い日焼け止めスプレーをかけられたり、プリンセス・ドレスを着て大通りをはしゃぎ回ったことに「地獄に向かって突き進んでいるように感じた」と不快感を示し、YouTube VEVOチャンネルから本作のミュージック・ビデオを外すように要請したと語っている。

## クレジット
※出典
- アリアナ・グランデ – ボーカル
- マーティン・ジョンソン（英語版） – バックグラウンド・ボーカル、作詞作曲
- マット・スクワイア – プログラミング、ギター、ベース、ピアノ、パーカッション、作詞作曲、プロデューサー、レコーディング・エンジニア
- リンダ・ペリー（英語版） – 作詞作曲
- トラヴィス・ハフ – プログラミング、ギター、エンジニア
- ラリー・ゲッツ – アシスタント・エンジニア
- ジェフ・ルダーマン – アシスタント・エンジニア
- マニー・マロクイン（英語版） – ミキシング
- エリック・マドリッド – アシスタント・エンジニア（ミキシング）
- クリス・ガラン – アシスタント・エンジニア（ミキシング）
- トム・コイン（英語版） – マスタリング

## 認定
| 国/地域                          | 認定 | 認定/売上数 |
| -------------------------------- | ---- | ----------- |
| アメリカ合衆国 (RIAA)            | Gold | 500,000     |
| 認定のみに基づく売上数と再生回数 |      |             |